# Mansyū Ki-98
O Mansyū Ki-98, (também referido/escrito como Manshū Ki-98), foi um projecto para uma aeronave japonesa de ataque ar-terra, proposta pela Mansyū (Manshūkoku Hikōki K.K.) durante a Segunda Guerra Mundial. Seria usada pelo Serviço Aéreo do Exército Imperial Japonês. No final da guerra, pouco tempo antes de o Japão se render, todas as partes constituintes do seu primeiro e único protótipo foram deliberadamente destruídas.

## Design e desenvolvimento
No final de 1942, a Marinha Imperial Japonesa emitiu requisitos para novos aviões de combate, incluindo um avião de ataque ao solo. A Kawasaki propôs o Ki-102 e a Mansyū o Ki-98. O Ki-98 deveria ter sido um monoplano monomotor, com um único assento, com um corpo de fuselagem central que abrigaria o cockpit e um motor radial Mitsubishi Ha-211 Ru atrás do piloto. Este motor conduziria uma quatro hélices que empurrariam a aeronave em frente. As lanças de suspensão estenderam-se para a popa ligeiramente para frente da aresta dianteira da asa com as aletas ovóides que suportam a cauda e o eixo entre elas. A aeronave tinha um trem de aterragem em triciclo, retráctil, e um armamento constituído por um canhão de 37 mm e dois de 20 mm montado no nariz.
Na Primavera de 1944 a Marinha Imperial Japonesa instruiu a empresa aeronáutica Mansyū para adaptar o projecto como um caça de alta altitude. A mudança principal nesta variante verificava-se no motor, substituindo o Mitsubishi Ha-211 Ru por um motor Mitsubishi Ha-211 III. O volume do novo motor (maior que o antecessor) fez com que a fuselagem tivesse que ser ampliada e a hélice de maior diâmetro necessitou movendo as lanças para fora.
A construção do primeiro protótipo foi adiada por bombardeamentos na fábrica de Harbin até Janeiro de 1945. Componentes para o primeiro protótipo ainda estavam em construção e não tinha sido ainda montados quando a União Soviética invadiu Manchúria (Mǎnzhōuguó) no início de Agosto de 1945; O Exército Imperial Manchúrio ordenou que toda a documentação e material fossem destruídos para impedir a captura pelas forças soviéticas, levando o projecto Ki-98 a um fim.